# Grand Prix Formule 1 van Bahrein 2021
De Grand Prix Formule 1 van Bahrein 2021 was de eerste race van het jaar en werd verreden op 28 maart. Deze zou aanvankelijk als tweede race van het seizoen worden gehouden op het Bahrain International Circuit bij Sakhir. Op 12 januari 2021 werd de kalender naar aanleiding van de coronapandemie echter gewijzigd, waarmee deze grand prix de eerste race van het seizoen 2021 werd. De Formule 1-auto's zijn grotendeels hetzelfde als de auto's van het seizoen 2020.

## Vrije trainingen

### Uitslagen
- Enkel de top vijf wordt weergegeven.

| Vrije training 1 | Pos. | Nr. | Coureur          | Constructeur     | Tijd     |
| ---------------- | ---- | --- | ---------------- | ---------------- | -------- |
| Vrije training 1 | 1    | 33  | Max Verstappen   | Red Bull-Honda   | 1:31.394 |
| Vrije training 1 | 2    | 77  | Valtteri Bottas  | Mercedes         | 1:31.692 |
| Vrije training 1 | 3    | 4   | Lando Norris     | McLaren-Mercedes | 1:31.897 |
| Vrije training 1 | 4    | 44  | Lewis Hamilton   | Mercedes         | 1:31.921 |
| Vrije training 1 | 5    | 16  | Charles Leclerc  | Ferrari          | 1:31.993 |
| Vrije training 2 | Pos. | Nr. | Coureur          | Constructeur     | Tijd     |
| Vrije training 2 | 1    | 33  | Max Verstappen   | Red Bull-Honda   | 1:30.847 |
| Vrije training 2 | 2    | 4   | Lando Norris     | McLaren-Mercedes | 1:30.942 |
| Vrije training 2 | 3    | 44  | Lewis Hamilton   | Mercedes         | 1:31.082 |
| Vrije training 2 | 4    | 55  | Carlos Sainz jr. | Ferrari          | 1:31.127 |
| Vrije training 2 | 5    | 77  | Valtteri Bottas  | Mercedes         | 1:31.218 |
| Vrije training 3 | Pos. | Nr. | Coureur          | Constructeur     | Tijd     |
| Vrije training 3 | 1    | 33  | Max Verstappen   | Red Bull-Honda   | 1:30.577 |
| Vrije training 3 | 2    | 44  | Lewis Hamilton   | Mercedes         | 1:31.316 |
| Vrije training 3 | 3    | 10  | Pierre Gasly     | AlphaTauri-Honda | 1:31.583 |
| Vrije training 3 | 4    | 77  | Valtteri Bottas  | Mercedes         | 1:31.855 |
| Vrije training 3 | 5    | 11  | Sergio Pérez     | Red Bull-Honda   | 1:31.908 |

## Kwalificatie
Max Verstappen behaalde de vierde pole position in zijn carrière en voor het eerst tweemaal achter elkaar. Bij de seizoensafsluiter in 2020 in Abu Dhabi had hij ook pole behaald.
| Pos.                   | Nr. | Coureur            | Constructeur          | Kwalificatietijden | Kwalificatietijden | Kwalificatietijden | Grid |
| Pos.                   | Nr. | Coureur            | Constructeur          | Q1                 | Q2                 | Q3                 | Grid |
| ---------------------- | --- | ------------------ | --------------------- | ------------------ | ------------------ | ------------------ | ---- |
| 1                      | 33  | Max Verstappen     | Red Bull-Honda        | 1:30.499           | 1:30.318           | 1:28.997           | 1    |
| 2                      | 44  | Lewis Hamilton     | Mercedes              | 1:30.617           | 1:30.085           | 1:29.385           | 2    |
| 3                      | 77  | Valtteri Bottas    | Mercedes              | 1:31.200           | 1:30.186           | 1:29.586           | 3    |
| 4                      | 16  | Charles Leclerc    | Ferrari               | 1:30.691           | 1:30.010           | 1:29.678           | 4    |
| 5                      | 10  | Pierre Gasly       | AlphaTauri-Honda      | 1:30.848           | 1:30.513           | 1:29.809           | 5    |
| 6                      | 3   | Daniel Ricciardo   | McLaren-Mercedes      | 1:30.795           | 1:30.222           | 1:29.927           | 6    |
| 7                      | 4   | Lando Norris       | McLaren-Mercedes      | 1:30.902           | 1:30.099           | 1:29.974           | 7    |
| 8                      | 55  | Carlos Sainz jr.   | Ferrari               | 1:31.653           | 1:30.009           | 1:30.215           | 8    |
| 9                      | 14  | Fernando Alonso    | Alpine-Renault        | 1:30.863           | 1:30.595           | 1:30.249           | 9    |
| 10                     | 18  | Lance Stroll       | Aston Martin-Mercedes | 1:31.261           | 1:30.624           | 1:30.601           | 10   |
| 11                     | 11  | Sergio Pérez       | Red Bull-Honda        | 1:31.165           | 1:30.659           |                    | 11   |
| 12                     | 99  | Antonio Giovinazzi | Alfa Romeo-Ferrari    | 1:30.998           | 1:30.708           |                    | 12   |
| 13                     | 22  | Yuki Tsunoda       | AlphaTauri-Honda      | 1:30.607           | 1:31.203           |                    | 13   |
| 14                     | 7   | Kimi Räikkönen     | Alfa Romeo-Ferrari    | 1:31.547           | 1:31.238           |                    | 14   |
| 15                     | 63  | George Russell     | Williams-Mercedes     | 1:31.316           | 1:33.430           |                    | 15   |
| 16                     | 31  | Esteban Ocon       | Alpine-Renault        | 1:31.724           |                    |                    | 16   |
| 17                     | 6   | Nicholas Latifi    | Williams-Mercedes     | 1:31.936           |                    |                    | 17   |
| 18                     | 5   | Sebastian Vettel   | Aston Martin-Mercedes | 1:32.056           |                    |                    | 20*  |
| 19                     | 47  | Mick Schumacher    | Haas-Ferrari          | 1:32.449           |                    |                    | 18   |
| 20                     | 9   | Nikita Mazepin     | Haas-Ferrari          | 1:33.273           |                    |                    | 19   |
| Q1 107% tijd: 1:36.833 |     |                    |                       |                    |                    |                    |      |

* Sebastian Vettel ontving een gridstraf en moest achteraan starten voor het negeren van dubbel gele vlaggen tijdens de kwalificatie.

## Wedstrijd
De wedstrijd werd gewonnen door Lewis Hamilton die de zesennegentigste overwinning in zijn carrière behaalde. 
| Pos.               | Nr. | Coureur            | Constructeur          | Rondes | Tijd / Oorzaak uitval | Grid   | Punten |
| ------------------ | --- | ------------------ | --------------------- | ------ | --------------------- | ------ | ------ |
| 1                  | 44  | Lewis Hamilton     | Mercedes              | 56     | 1:32:03.897           | 2      | 25     |
| 2                  | 33  | Max Verstappen     | Red Bull-Honda        | 56     | +0.745                | 1      | 18     |
| 3                  | 77  | Valtteri Bottas    | Mercedes              | 56     | +37.383               | 3      | 16S    |
| 4                  | 4   | Lando Norris       | McLaren-Mercedes      | 56     | +46.466               | 7      | 12     |
| 5                  | 11  | Sergio Pérez       | Red Bull-Honda        | 56     | +52.047               | Pit *1 | 10     |
| 6                  | 16  | Charles Leclerc    | Ferrari               | 56     | +59.090               | 4      | 8      |
| 7                  | 3   | Daniel Ricciardo   | McLaren-Mercedes      | 56     | +1:06.004             | 6      | 6      |
| 8                  | 55  | Carlos Sainz jr.   | Ferrari               | 56     | +1:07.100             | 8      | 4      |
| 9                  | 22  | Yuki Tsunoda       | AlphaTauri-Honda      | 56     | +1:25.692             | 13     | 2      |
| 10                 | 18  | Lance Stroll       | Aston Martin-Mercedes | 56     | +1:26.713             | 10     | 1      |
| 11                 | 7   | Kimi Räikkönen     | Alfa Romeo-Ferrari    | 56     | +1:28.864             | 14     |        |
| 12                 | 99  | Antonio Giovinazzi | Alfa Romeo-Ferrari    | 55     | +1 ronde              | 12     |        |
| 13                 | 31  | Esteban Ocon       | Alpine-Renault        | 55     | +1 ronde              | 16     |        |
| 14                 | 63  | George Russell     | Williams-Mercedes     | 55     | +1 ronde              | 15     |        |
| 15                 | 5   | Sebastian Vettel   | Aston Martin-Mercedes | 55     | +1 ronde *2           | 20     |        |
| 16                 | 47  | Mick Schumacher    | Haas-Ferrari          | 55     | +1 ronde              | 18     |        |
| 17 †               | 10  | Pierre Gasly       | AlphaTauri-Honda      | 52     | Schade botsing        | 5      |        |
| 18 †               | 6   | Nicholas Latifi    | Williams-Mercedes     | 51     | Turbo oplader         | 17     |        |
| DNF                | 14  | Fernando Alonso    | Alpine-Renault        | 32     | Remprobleem           | 9      |        |
| DNF                | 9   | Nikita Mazepin     | Haas-Ferrari          | 0      | Ongeluk               | 19     |        |
| Bron: formula1.com |     |                    |                       |        |                       |        |        |

S Valtteri Bottas behaalde een extra punt voor het rijden van de snelste ronde.

*1 Sergio Pérez moest vanuit de pitstraat starten omdat zijn auto tijdens de opwarmronde was stilgevallen.

*2 Sebastian Vettel kreeg een tijdstraf van tien seconden voor het veroorzaken van een aanrijding.

† Pierre Gasly  en Nicholas Latifi werden wel geklasseerd aangezien zij meer dan 90% van de raceafstand hadden afgelegd.

## Tussenstanden wereldkampioenschap
Betreft tussenstanden voor het wereldkampioenschap na afloop van de race.

### Coureurs
| Pos. | Nr. | Coureur          | Constructeur          | Punten |
| ---- | --- | ---------------- | --------------------- | ------ |
| 1    | 44  | Lewis Hamilton   | Mercedes              | 25     |
| 2    | 33  | Max Verstappen   | Red Bull-Honda        | 18     |
| 3    | 77  | Valtteri Bottas  | Mercedes              | 16     |
| 4    | 4   | Lando Norris     | McLaren-Mercedes      | 12     |
| 5    | 11  | Sergio Pérez     | Red Bull-Honda        | 10     |
| 6    | 16  | Charles Leclerc  | Ferrari               | 8      |
| 7    | 3   | Daniel Ricciardo | McLaren-Mercedes      | 6      |
| 8    | 55  | Carlos Sainz jr. | Ferrari               | 4      |
| 9    | 22  | Yuki Tsunoda     | AlphaTauri-Honda      | 2      |
| 10   | 18  | Lance Stroll     | Aston Martin-Mercedes | 1      |

### Constructeurs
| Pos. | Constructeur          | Punten |
| ---- | --------------------- | ------ |
| 1    | Mercedes              | 41     |
| 2    | Red Bull-Honda        | 28     |
| 3    | McLaren-Mercedes      | 18     |
| 4    | Ferrari               | 12     |
| 5    | AlphaTauri-Honda      | 2      |
| 6    | Aston Martin-Mercedes | 1      |
| 7    | Alfa Romeo-Ferrari    | 0      |
| 8    | Alpine-Renault        | 0      |
| 9    | Williams-Mercedes     | 0      |
| 10   | Haas-Ferrari          | 0      |